# Yolanda Parga Rodríguez
Yolanda Parga Rodríguez (* 6. September 1978) ist eine ehemalige spanische Fußballschiedsrichterassistentin.
Parga Rodríguez war unter anderem Schiedsrichterassistentin bei der Europameisterschaft 2005 in England, bei der Weltmeisterschaft 2011 in Deutschland, beim olympischen Fußballturnier 2012 in London, bei der U-17-Weltmeisterschaft 2014 in Costa Rica, bei der Weltmeisterschaft 2015 in Kanada und beim olympischen Fußballturnier 2016 in Rio de Janeiro.
Nach ihrer aktiven Schiedsrichterkarriere war Parga Rodríguez ab 2017 für das Frauen-Schiedsrichterwesen beim Madrider Fußballverband verantwortlich. Seit Januar 2022 ist sie Leiterin des Frauen-Schiedsrichterwesens beim spanischen Fußballverband RFEF.